# 细尾异齿鰋
细尾异齿鰋（学名：Oreoglanis delacori）为輻鰭魚綱鯰形目鮡科异齿鰋属的鱼类，俗名石燕、石贴。分布于老挝以及龙川江、大盈江及澜沧江水系等，常栖息于山区溪河多石的上游急流中。该物种的模式产地在老挝川圹。